# Экуолити (тауншип, Миннесота)
Экуолити (англ. Equality) — тауншип в округе Ред-Лейк, Миннесота, США. На 2000 год его население составило 123 человека.

## География
По данным Бюро переписи населения США площадь тауншипа составляет 123,6 км², из которых 123,6 км² занимает суша, а 0,1 км² — вода (0,04 %).

## Демография
По данным переписи населения 2000 года здесь находились 123 человека, 50 домохозяйств и 34 семьи. Плотность населения —  1,0 чел./км². На территории тауншипа расположено 62 постройки со средней плотностью 0,5 построек на один квадратный километр. Расовый состав населения: 100,00 % белых.
Из 50 домохозяйств в 34,0 % воспитывались дети до 18 лет, в 60,0 % проживали супружеские пары, в 4,0 % проживали незамужние женщины и в 32,0 % домохозяйств проживали несемейные люди. 30,0 % домохозяйств состояли из одного человека, при том 14,0 % из — одиноких пожилых людей старше 65 лет. Средний размер домохозяйства — 2,46, а семьи — 3,09 человека.
29,3 % населения — младше 18 лет, 4,9 % — в возрасте от 18 до 24 лет, 28,5 % — от 25 до 44, 18,7 % — от 45 до 64, и 18,7 % — старше 65 лет. Средний возраст — 36 лет. На каждые 100 женщин приходилось 146,0 мужчин. На каждые 100 женщин старше 18 приходилось 141,7 мужчин.
Средний годовой доход домохозяйства составлял 31 250 долларов, а средний годовой доход семьи —  29 375 долларов. Средний доход мужчин —  31 750  долларов, в то время как у женщин — 18 125. Доход на душу населения составил 19 046 долларов. За чертой бедности находились 14,3 % семей и 9,8 % всего населения тауншипа, из которых 14,3 % старше 65 лет.